# Armadale FC
Armadale Football Club was een Schotse voetbalclub uit Armadale. De club werd opgericht in 1910 en opgeheven in 1935. De thuiswedstrijden werden gespeeld in Volunteer Park. De clubkleuren waren blauw-wit.

## Stadions
| Seizoenen | Stadion        |
| --------- | -------------- |
| 1879-1891 | Mayfield       |
| 1891-1935 | Volunteer Park |